# Associazione Calcio Carpi 1963-1964
Questa pagina raccoglie le informazioni riguardanti l'Associazione Calcio Carpi nelle competizioni ufficiali della stagione 1963-1964.

## Stagione
Nella stagione 1963-1964 il Carpi disputa il girone C del campionato di Serie D, vincendo il campionato con 49 punti affiancato dal Bolzano. Per la promozione si sono resi necessari ben due spareggi, il primo giocato a Verona il 31 maggio 1964 (1-1), il secondo e decisivo giocato a Brescia il 7 giugno 1964, vinto dal Carpi sul Bolzano per 3-1, che ha sancito il ritorno in Serie C dei bianchi carpigiani.
Carpi vive una stagione indimenticabile, per partecipazione ed emotività, una delle più vissute della sua storia. Remigio Baroni lascia il Carpi e ritorna alla sua Inter, che con Helenio Herrera sta per vincere tutto. La guida del Carpi passa nelle mani dell'imprenditore tessile Gianpietro Bonaretti che la terrà per un decennio, si dà una missione, onorare la memoria del fratello Carlo Alberto, per tutti Tino, scomparso qualche mese prima, bandiera del Carpi con 107 presenze e 57 reti. Mette alla guida della sua truppa il "catenacciaro" modenese Ivano Corghi, ed ha in Gianfranco Poletto il finalizzatore, con 15 reti in questa stagione, 78 in 215 partite nelle sette stagioni carpigiane. Il Carpi con dieci vittorie consecutive spacca fin dall'inizio in due il campionato. Nel girone di ritorno qualche cosa però si inceppa, il Carpi rallenta e permette al Bolzano di recuperare il terreno perso, il campionato termina con le due squadre appaiate al primo posto. Dopo il pareggio con tempi supplementari nello spareggio di Verona, con un gol fantasma di Poletto annullato al Carpi dall'arbitro Motta, si va al secondo spareggio di Brescia davanti a settemila spettatori, il Carpi vince (3-1) e ritorna dopo sedici anni in Serie C.

## Rosa
| N. |                   | Ruolo | Calciatore          |
| -- | ----------------- | ----- | ------------------- |
|    | Italia (bandiera) | D     | Italo Amadei        |
|    | Italia (bandiera) | A     | Francesco Bertolani |
|    | Italia (bandiera) | C     | William Boselli     |
|    | Italia (bandiera) | C     | Marco Bozzi         |
|    | Italia (bandiera) | D     | Saverio Carpita     |
|    | Italia (bandiera) | C     | Benito Dei Rossi    |
|    | Italia (bandiera) | C     | Giorgio Forghieri   |
|    | Italia (bandiera) | D     | Lorenzo Melotto     |
|    | Italia (bandiera) | A     | Gianfranco Poletto  |

| N. |                   | Ruolo | Calciatore         |
| -- | ----------------- | ----- | ------------------ |
|    | Italia (bandiera) | P     | Claudio Pressich   |
|    | Italia (bandiera) | A     | Vittorio Remondini |
|    | Italia (bandiera) | P     | Silano Rossetti    |
|    | Italia (bandiera) | C     | Luigi Silvestri    |
|    | Italia (bandiera) | C     | Giorgio Turchi     |
|    | Italia (bandiera) | D     | Claudio Vellani    |
|    | Italia (bandiera) | C     | Ettore Venturelli  |
|    | Italia (bandiera) | A     | Giorgio Vernizzi   |
|    | Italia (bandiera) | D     | Egidio Vezzani     |

## Risultati

### Girone di andata
| Arbitro: | Possagno (Treviso) |

|  |           |            |
|  | Marcatori | 4’ Poletto |

| Arbitro: | Brancolini (Milano) |

|                      |           |  |
| Dei Rossi 78’ (rig.) | Marcatori |  |

| Arbitro: | Ghirardello (Merano) |

|  |           |               |
|  | Marcatori | 32’ Remondini |

| Arbitro: | Cardelli (Carrara) |

|                      |           |  |
| Dei Rossi 57’ (rig.) | Marcatori |  |

| Arbitro: | Cantelli (Firenze) |

|  |           |                                        |
|  | Marcatori | 8’ Silvestri 29’ Remondini 89’ Poletto |

| Arbitro: | Lavetti (Bergamo) |

|                           |           |                 |
| Poletto 22’ Silvestri 23’ | Marcatori | 4’ (rig.) Niero |

| Arbitro: | Bosello (Padova) |

|  |           |               |
|  | Marcatori | 63’ Bertolani |

| Arbitro: | Valagussa (Lecco) |

|                             |           |  |
| Venturelli 44’ Vernizzi 62’ | Marcatori |  |

| Arbitro: | Giola (Pisa) |

|  |           |             |
|  | Marcatori | 24’ Poletto |

| Arbitro: | Bencetti (Treviglio) |

|            |           |  |
| Poletto 5’ | Marcatori |  |

| Moglia 1º dicembre 1963 11ª giornata | Moglia             | 0 – 0 | Carpi | Stadio Angelo Pavesi\| Arbitro: \| Frullini (Firenze) \| |
| Arbitro:                             | Frullini (Firenze) |       |       |                                                          |

| Arbitro: | Lazzaroni (Milano) |

|                            |           |               |
| Venturelli 40’ Poletto 47’ | Marcatori | 64’ Callegari |

| Mirandola 15 dicembre 1963 13ª giornata | Mirandolese         | 0 – 0 | Carpi | Stadio Libero Lolli\| Arbitro: \| Aloisi (Giulianova) \| |
| Arbitro:                                | Aloisi (Giulianova) |       |       |                                                          |

| Arbitro: | Simoncini (La Spezia) |

|             |           |               |
| Poletto 34’ | Marcatori | 49’ Battilani |

| Carpi 29 dicembre 1963 15ª giornata | Carpi            | 0 – 0 | Bolzano | Stadio Sandro Cabassi\| Arbitro: \| Cruciani (Terni) \| |
| Arbitro:                            | Cruciani (Terni) |       |         |                                                         |

| Faenza 5 gennaio 1964 16ª giornata | Faenza               | 0 – 0 | Carpi | Stadio Bruno Neri\| Arbitro: \| Barbaresco (Cormons) \| |
| Arbitro:                           | Barbaresco (Cormons) |       |       |                                                         |

| Arbitro: | Porcelli (Lodi) |

|                                                                |           |  |
| Venturelli 35’ Silvestri 57’ Poletto 72’, 73’, 79’ Melotto 89’ | Marcatori |  |

### Girone di ritorno
| Arbitro: | Ottonello (Firenze) |

|                |           |  |
| Venturelli 30’ | Marcatori |  |

| Arbitro: | Mariotti (Firenze) |

|                    |           |  |
| Carpita 48’ (aut.) | Marcatori |  |

| Arbitro: | Ferro (Finale Ligure) |

|                         |           |           |
| Boselli 13’ Poletto 40’ | Marcatori | 63’ Cocco |

| Arbitro: | Bolduri (Pavia) |

|            |           |  |
| Bravin 28’ | Marcatori |  |

| Arbitro: | Brondi (Genova) |

|                             |           |                      |
| Vernizzi 3’ Poletto 8’, 75’ | Marcatori | 46’ (aut.) Silvestri |

| Mogliano Veneto 23 febbraio 1964 23ª giornata | Pro Mogliano      | 0 – 0 | Carpi | Stadio di Via XXIV Maggio\| Arbitro: \| Gussoni (Tradate) \| |
| Arbitro:                                      | Gussoni (Tradate) |       |       |                                                              |

| Arbitro: | Caligaris (Alessandria) |

|              |           |  |
| Vernizzi 33’ | Marcatori |  |

| Arbitro: | Bonfanti (Monza) |

|                         |           |               |
| Battilani 59’ Berti 67’ | Marcatori | 77’ Forghieri |

| Arbitro: | Cantelli (Firenze) |

|                  |           |  |
| Vernizzi 3’, 49’ | Marcatori |  |

| Torviscosa 29 marzo 1964 27ª giornata | SAICI Torviscosa  | 0 – 0 | Carpi | Stadio Peppino Tonello\| Arbitro: \| Rostagno (Torino) \| |
| Arbitro:                              | Rostagno (Torino) |       |       |                                                           |

| Arbitro: | Clerico (Chiavari) |

|                           |           |  |
| Venturelli 4’ Poletto 83’ | Marcatori |  |

| Arbitro: | Pilotto (Torino) |

|                       |           |  |
| Bonaldi 34’ Buran 57’ | Marcatori |  |

| Arbitro: | Sanguineti (Chiavari) |

|              |           |  |
| Vernizzi 20’ | Marcatori |  |

| Arbitro: | Accomazzo (Vercelli) |

|             |           |  |
| Guietti 10’ | Marcatori |  |

| Arbitro: | Branzoni (Pavia) |

|                 |           |  |
| Benetti 3’, 20’ | Marcatori |  |

| Arbitro: | Litteri (Trieste) |

|            |           |  |
| Poletto 5’ | Marcatori |  |

| Arbitro: | Valagussa (Lecco) |

|  |           |            |
|  | Marcatori | 2’ Boselli |

### Spareggi promozione
| Arbitro: | Motta (Monza) |

|           |           |             |
| Benin 33’ | Marcatori | 78’ Carpita |

| Arbitro: | Galatolo (Santa Margherita Ligure) |

|                                        |           |            |
| Silvestri 45’ Vernizzi 47’ Boselli 67’ | Marcatori | 70’ Salani |